# Gagarinský rajón (Sevastopol)
Gagarinský rajón (rusky Гагаринский район, ukrajinsky Гагарінський район) je administrativní část (čtvrť) města Sevastopol, pojmenovaná podle kosmonauta Jurije Gagarina. Vytvořena byla 13. listopadu 1975. Na území o rozloze 61,1 km² zde žije přibližně 114 000 obyvatel.